# Громово (авіабаза)
Громово — авіабаза ВПС Росії, розташована в Громовому (до 1948 року Саккола, (фін.)Sakkola) Ленінградської області Росії.
У період з 1953 по 2002 рік на базі дислокувався 180-й гвардійський винищувальний авіаційний полк який використовував літаки МіГ-31, а зараз авіабаза використовується 33-м окремим транспортним змішаним авіаційним полком 6-ї армії ВПС і ППО